# Mauritániai labdarúgó-szövetség
A mauritániai labdarúgó-szövetség (franciául: Fédération de Foot-Ball de la Républic Islamique de Mauritanie, rövidítve: FFRIM) Mauritánia nemzeti labdarúgó-szövetsége. A szervezetet 1961-ben alapították, 1964-ben csatlakozott a Nemzetközi Labdarúgó-szövetséghez, 1968-ban pedig az Afrikai Labdarúgó-szövetséghez. A szövetség szervezi a Mauritániai labdarúgó-bajnokságot. Működteti a férfi valamint a női labdarúgó-válogatottat.